# Aleksander Schmidt
Herman Adolf Alexander Schmidt (15. květnaJul/ 27. květnaGreg 1831 Liiva–10. dubnaJul/ 22. dubnaGreg 1894 Tartu) byl pobaltský německý fyziolog, zakladatel koagulační teorie, profesor a rektor.

## Život
Narodil se v Livonské gubernii za vlády Ruského impéria na ostrově Mohn (současný estonský název Muhu) na faře ve vesnici Liiva v dnešním Estonsku.
Od roku 1850 studoval medicínu na univerzitě v Tartu, kde obdržel doktorát medicíny. Od roku 1858 pokračoval ve studiu na univerzitě Vídni a na univerzitě v Berlíně. V Berlíně se stal asistentem Felixe-Hoppe Seylera a v Lipsku Carla Ludwiga. V roce 1869 zastoupil Friedricha Biddera na univerzitě v Tartu, kde zůstal po zbytek svého života. Od roku 1885 do 1889 působil na univerzitě jako rektor. V roce 1884 byl zvolen členem Leopoldiny.
Jeho syn Erhard Schmidt (1876–1959) byl matematik.

## Vybrané práce
- Ovis bicorporis descriptio, adjunctis notationibus de monstrorum duplicium ortu in genere. Dorpat: 1858.
- Weiteres über den Faserstoff und die Ursachen seiner Gerinnung. „Archiv für Anatomie, Physiologie und wissenschaftliche Medicin”, s. 428-469, 533-564, 1862.
- Ueber Ozon im Blut. 1862.
- Hämatologische Studien. „[Virchows] Archiv für pathologische Anatomie und Physiologie und für klinische Medicin”, 1865. Přístupné online.
- Nochmals über Ozon im Blute. „[Virchows] Archiv für pathologische Anatomie und Physiologie und für klinische Medicin”. 42 (1-2), 1868. DOI: 10.1007/BF02126985.
- Neue Untersuchungen ueber die Fasserstoffesgerinnung. „Pflüger's Archiv für die gesamte Physiologie”. 6, s. 413–538, 1872. DOI: 10.1007/BF01612263.
- Ein Beitrag zur Kenntniss der Milch. Dorpat: Gläser, 1874.
- Weitere Untersuchungen des Blutserum, des Eiereiweisses und der Milch durch Dialyse mittelst geleimten Papieres. „Pflüger's Archiv für die gesamte Physiologie”, 1875. DOI: 10.1007/BF01659291.
- Die Lehre von den fermentativen Gerinnungserscheinunugen in den eiweissartigen thierischen Körperflüssigkeiten. Dorpat: C. Mattiesen, 1876.
- Ueber die Beziehung des Kochsalzes zu einigen thierischen Fermentationsprocessen. „Pflüger's Archiv für die gesamte Physiologie”, 1876. DOI: 10.1007/BF01628927.
- Zur Vivisectionsfrage. 1881.
- Ueber Menschenblut on Froschblut. 1881.
- Zur Blutlehre. Leipzig: F. C. W. Vogel, 1892.